# Pastor garafiano
El perro pastor garafiano es una raza canina autóctona originaria de La Palma, Islas Canarias. El nombre lo recibe por sus cualidades como perro pastor para el ganado, especialmente caprino, y del municipio de Garafía, comarca agrícola y ganadera ubicada en el noroeste de la isla. La complicada orografía y la incomunicación hasta bien entrado el siglo XX permitieron encontrar un buen número de ejemplares de gran pureza, de los cuales partió la raza que existe hoy en día, y que fue reconocida oficialmente por la Real Sociedad Canina de España en 2004. Es un perro dócil y protector, que no destaca por ser agresivo.

## Historia
Desde sus orígenes ha estado ligado al pastoreo, actividad para la que muestra especial aptitud, aunque en la actualidad ha cobrado gran importancia como animal de compañía. 
La raza estuvo al borde de su desaparición debido al mestizaje. Los sucesivos cruces, especialmente a partir de los años 1960, con otras razas de perros pastores, y el decaimiento de algunas de sus cualidades principales, evidenciaron la necesidad de trabajar por su recuperación y selección a partir de los pocos ejemplares puros de la raza que conservaban los pastores de la isla. Para trabajar en esta dirección se creó el Grupo de Trabajo para la Recuperación del Pastor Garafiano, que realizó encuestas entre viejos pastores y ganaderos, elaboró censos, formó y mantuvo un núcleo reproductor a partir de los mejores ejemplares detectados, distribuyó cachorros sin ánimo de lucro y divulgó las virtudes de la raza a través de muestras, exposiciones y otros medios. Con el tiempo se constituiría la  Asociación Española del Perro Pastor Garafiano, entre cuyos objetivos se encuentra la elaboración de censos, la creación de núcleos de reproducción, la participación en muestras y ferias caninas, etc.
La raza ha sido presentada en las muestras de razas autóctonas que se han celebrado en Canarias, así como en las exposiciones internacionales celebradas en Santa Cruz de Tenerife y Las Palmas de Gran Canaria. El Departamento de Etnología de la Facultad de Veterinaria de la Universidad de Las Palmas de Gran Canaria ha llevado a cabo varios estudios sobre la raza, que fueron presentados en el Simpósium de Razas Autóctonas celebrado en Córdoba en marzo de 1992.
El futuro de la raza parece halagüeño debido al creciente interés por estos animales, no solo por parte de los pastores sino también de personas que buscan un animal de compañía.

## Antecedentes
Se trata de una población canina diferenciada, originaria de la comarca de Garafía, en la isla de la Palma donde era utilizada por los pastores para reunir los rebaños de cabras. Debido a esto, el animal se desenvuelve muy bien en zonas abruptas y rocosas. 
Posee unas características muy homogéneas, debido a que sólo se ha llevado a cabo una selección funcional. Su aptitud principal es el pastoreo de cabras y ovejas en terrenos escarpados, por las características geográficas de La Palma. Se sitúa su origen a la época prehispánica, aunque los cruces con otras razas tras la conquista han contribuido al desarrollo del pastor garafiano.

## Características

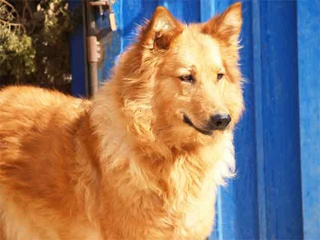
Ejemplar adulto.

### Apariencia general
Lupoide, mediolíneo o moderadamente longilíneo, eumétrico, de tamaño mediano. Con la grupa ligeramente más alta que la cruz, cuello más bien corto y cabeza pequeña con relación al cuerpo.

### Cabeza
Prácticamente dolicocéfalo. Con cabeza de forma cónica, pequeña en relación con el cuerpo. La proporción de la anchura del cráneo y la longitud total de la cabeza es de 4:6. La proporción de hocico y cráneo también 4:6. Los ejes craneofaciales son paralelos con ligera divergencia.
Su frente es ligeramente abombada, lo que resalta por la implantación algo trasera y separada de las orejas. Éstas pueden presentarse enhiestas o con tendencia a partir la punta hacia delante, pero nunca desde la base. Son pequeñas en relación con la cabeza, de inserción media e implantación trasera. Tienen tendencia a mantenerlas plegadas ante algunos estímulos mostrando su cara interior.
La trufa es siempre negra. Y sus ojos son oblicuos, de color miel en distintas tonalidades, y algo próximos. Su mirada es atenta e inteligente.
Presenta labios bien cerrados, breves, recogidos y muy pigmentados. Su mentón es poco aparente. La mordida es en tijera.
El stop del pastor garafiano es suave y poco profundo, y su nuca está poco marcada.

### Pelo y tonalidades
Su pelo es abundante, más o menos largo, de textura suave en unos casos y algo áspera en otros. Se acumula principalmente en la base de las orejas, cuello, faldones, cola, arista posterior de las patas delanteras, y entre los dedos. Es liso en el hocico, frente, parte anterior de las patas delanteras y en las traseras, del corvejón hacia abajo. 
El manto del perro pastor garafiano puede ser leonado o alabado, en sus diferentes matices, y con un rango de tonalidades amplio. Existen ejemplares denominados "grajos", cuyo manto suele ser negro y con ligeros matices leonados en patas, mejillas y zona perianal. Otros, llamados "barquillos", presentan un pelaje muy claro, casi blanco. 
Los cachorros nacen pardos, color que cambia al alcanzar la edad adulta, y en algunos aparecen pelos o pequeñas manchas blancas en el pecho, dedos o punta de la cola, que suelen desaparecer al crecer.  

### Cuello
El cuello es corto, con el borde superior bien musculado. Está poblado de pelo en su totalidad, especialmente en la garganta. No presenta papada.

### Tronco
El perro pastor garafiano posee una gran capacidad torácica. La cruz es musculosa, en un plano ligeramente inferior al de la grupa, con una diferencia entre ambas de máximo 3 cm.

### Cola
La cola es muy poblada, en sable o ligeramente enroscada, pero nunca descansada sobre el lomo. Su longitud puede llegar o rebasar ligeramente el corvejón, y su inserción es en continuidad con el tronco.

### Tamaño y peso
Los machos de pastor garafiano miden entre 54 cm y 60 cm de altura hasta la cruz. Las hembras, entre 50 cm y 56 cm. En ejemplares de excelentes proporciones, y carentes de faltas, es tolerable una divergencia de hasta 2 cm, considerándose en todo caso recomendables las alzadas intermedias.
El peso de los machos está entre 24 kg y 31 kg.
El peso de las hembras, entre 18 kg y 25 kg.

### Patas
Las patas son fuertes, musculosas y bien aplomadas, destacando las posteriores por sus proporciones. A veces presentan espolones en las patas traseras, que suelen ser dobles y algunos implantados. A estos ejemplares se les denomina "quinqueños".

### Temperamento
Con carácter dócil y seguro de sí mismo. Suele recibir a los extraños con una actitud típica: ladridos sueltos, al tiempo que pliega las orejas, mueve la cola y gira ligeramente la cabeza mostrando la comisura de los labios. De apariencia tranquila y reposada, se muestra muy activo cuando está trabajando. La aptitud fundamental es el pastoreo, aunque asimila cualquier tipo de adiestramiento, incluso guarda. Constituye un adecuado perro de compañía.